# フョードル・ウラジミロヴィチ
フョードル・ウラジミロヴィチ（ロシア語: Фёдор Владимирович、? - 1292年以降）は、トゥーロフ・イジャスラフ家（キエフ大公イジャスラフの子孫）出身の、13世紀後半のピンスク公の1人である。
フョードルはピンスク公ウラジーミル・グレボヴィチの長男である。デミド、ユーリーの2人の弟とともにピンスク公国を統治した。1262年、ネブラという都市でリトアニア大公国軍を破ったヴォルィーニ公ヴァシリコを、2人の弟とともに祝った。しかしこの時フョードルはリトアニア軍のヴォルィーニ地方への進軍を黙認していたと推測されている。